# Aleksandr Tchaïev
Aleksandr Iourievitch Tchaïev (en russe : Александр Юрьевич Чаев), né le 17 mars 1962 à Voronej (RSFS de Russie), est un nageur soviétique, spécialiste des courses de nage libre.

## Carrière
Aleksandr Tchaïev est vice-champion olympique du 1 500 mètres nage libre aux Jeux olympiques de 1980 à Moscou.
Il est médaillé d'or des relais 4 × 100 mètres et 4 × 200 mètres nage libre aux championnats d'Europe de natation 1981.